# پیر فابره
پیر فابره (انگلیسی: Pierre Fabre) شرکت فرانسوی است، که در سال ۱۹۶۲ تأسیس شد.
این شرکت در زمینه تحقیق، توسعه، تولید و بازاریابی لوازم آرایشی، داروهای تجویزی و محصولات بهداشتی خانواده و در قالب برندهای اون ، کلوران و دوکری فعالیت میکند.